# 1re étape du Tour d'Espagne 2015
La 1re étape du Tour d'Espagne 2015 s'est déroulée le samedi 22 août 2015, à Marbella sous la forme d'un contre-la-montre par équipes d'une distance de 7,4 km. L'équipe américaine BMC Racing remporte l'étape devant l'équipe russe Tinkoff-Saxo.
Le coureur slovaque Peter Velits, premier de son équipe à avoir franchi la ligne d'arrivée, s'empare du maillot rouge de leader du classement général. Cette étape est cependant neutralisée pour le classement général, après que des coureurs et des directeurs sportifs ont jugé le parcours dangereux lors de leur reconnaissance.

## Résultats

### Classement de l'étape
|    | Équipe                 | Pays       |    | Temps       |
| -- | ---------------------- | ---------- | -- | ----------- |
| 1  | BMC Racing             | États-Unis | en | 14 min 13 s |
| 2  | Tinkoff-Saxo           | Russie     | +  | 1 s         |
| 3  | Orica-GreenEDGE        | Australie  |    | 1 s         |
| 4  | Lotto NL-Jumbo         | Pays-Bas   |    | 8 s         |
| 5  | Etixx-Quick Step       | Belgique   |    | 10 s        |
| 6  | Trek Factory Racing    | États-Unis |    | 11 s        |
| 7  | Lotto-Soudal           | Belgique   |    | 18 s        |
| 8  | Caja Rural-Seguros RGA | Espagne    |    | 18 s        |
| 9  | Movistar               | Espagne    |    | 24 s        |
| 10 | Cofidis                | France     |    | 27 s        |